# 水坂峠
水坂峠（みさかとうげ）は、滋賀県高島市にある峠である。標高は280m。

## 概要
かつての鯖街道の一部であるほか、国道303号の旧道である。現在はこの下を水坂トンネル（後述）が貫通し現道となっている。
なお、峠は中央分水界の一つでもある。

## 道路状況
峠までの区間は曲線が比較的少なく距離も短い。すぐに峠に差し掛かる前後の短さが特徴だが、急勾配の線形となっている。
また、かつては国道にも指定されていた道路のため、完全舗装されており道路幅も比較的広く、区間によってはガードレールやフェンスが設置されている。冬季閉鎖になることはほとんどなく、年中を通して通行可能である。
峠附近には、「水坂峠」と書かれた標識が設置されている。

### 水坂トンネル
峠の下を貫くトンネル。延長は798.0m。
1985年6月18日に開通し、峠の交通を代替している。

## 峠附近からの接続道路
- 国道303号
- 国道367号